# 楠日
楠日（法語：Nangis，法語發音：[nɑ̃ʒi] ⓘ）是法国塞纳-马恩省的一个市镇，属于普罗万区。

## 地理
楠日（48°33'18"N, 3°0'53"E）面积24.16 平方千米，位于法国法蘭西島大區塞纳-马恩省，该省份为法国北部内陆省份，北起瓦兹省，西接埃松省、马恩河谷省、塞纳-圣但尼省和瓦兹河谷省，南至卢瓦雷省，东南接约讷省，东临马恩省和奥布省，东北接埃纳省。
与楠日接壤的市镇（或旧市镇、城区）包括：丰特纳耶、格朗皮-巴伊-卡鲁瓦、朗皮永、拉沙佩勒拉布莱、布里地区拉克鲁瓦。

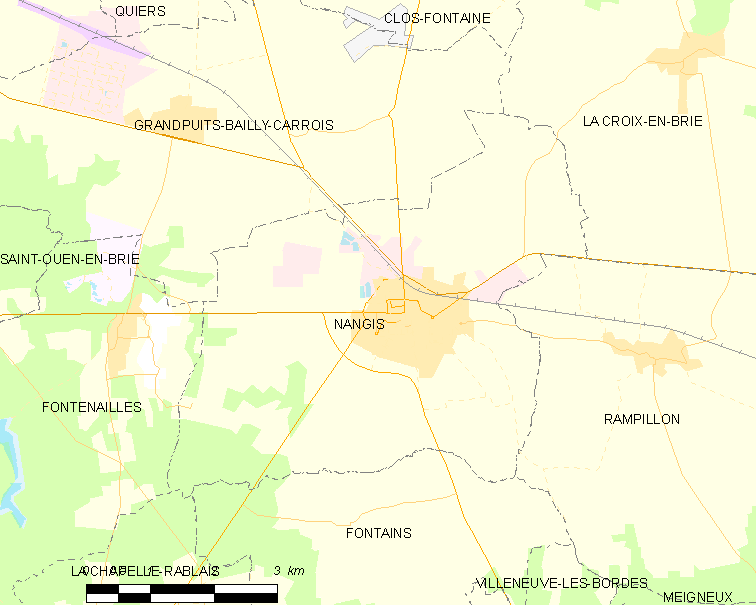
楠日的OSM定位图

楠日的时区为UTC+01:00、UTC+02:00（夏令时）。

## 行政
楠日的邮政编码为77370，INSEE市镇编码为77327。

## 政治
楠日所属的省级选区为楠日县。

## 人口

1962-2008年间楠日人口变化图示

楠日于2022年1月1日时的人口数量为8883人。